# Lijst van voetbalinterlands Salomonseilanden - Tonga
Deze lijst van voetbalinterlands is een overzicht van alle officiële voetbalwedstrijden tussen de nationale teams van de Salomonseilanden en Tonga. De landen hebben tot op heden vier keer tegen elkaar gespeeld. De eerste ontmoeting was een kwalificatiewedstrijd voor het Wereldkampioenschap voetbal 1998 op 15 februari 1997 in Nuku'alofa. Het laatste duel, een vriendschappelijke wedstrijd, vond plaats op 2 december 2017 in Port Vila (Vanuatu).

## Wedstrijden
| № | Plaats     | Datum            | Competitie           | Wedstrijd                | Uitslag |
| - | ---------- | ---------------- | -------------------- | ------------------------ | ------- |
| 1 | Nuku'alofa | 15 februari 1997 | WK 1998 kwalificatie | Tonga − Salomonseilanden | 0 − 4   |
| 2 | Honiara    | 1 maart 1997     | WK 1998 kwalificatie | Salomonseilanden − Tonga | 9 − 0   |
| 3 | Honiara    | 10 mei 2004      | WK 2006 kwalificatie | Salomonseilanden − Tonga | 6 − 0   |
| 4 | Apia       | 27 augustus 2007 | WK 2010 kwalificatie | Salomonseilanden − Tonga | 4 − 0   |
| 5 | Port Vila  | 2 december 2017  | Vriendschappelijk    | Tonga − Salomonseilanden | 0 − 8   |

## Samenvatting
| Competitie        | Totaal gespeeld | Winst Salomonseil. | Gelijk | Winst Tonga | Doelsaldo Salomonseil. – Tonga |
| ----------------- | --------------- | ------------------ | ------ | ----------- | ------------------------------ |
| WK-kwalificatie   | 4               | 4                  | 0      | 0           | 23 − 0                         |
| Vriendschappelijk | 1               | 1                  | 0      | 0           | 8 − 0                          |
| Totaal            | 5               | 5                  | 0      | 0           | 31 − 0                         |

SIFF · 
Salomonseilands vrouwenelftal
Interlands
Tegenstander:
Amerikaans-Samoa ·
Australië ·
Cookeilanden ·
Fiji ·
Guam ·
Hongkong ·
Macau ·
Maleisië ·
Nieuw-Caledonië ·
Nieuw-Zeeland ·
Papoea-Nieuw-Guinea ·
Samoa ·
Singapore ·
Taiwan ·
Tahiti ·
Tonga ·
Vanuatu
TFA · 
Tongaans vrouwenelftal
Interlands
Tegenstander:
Amerikaans-Samoa ·
Australië ·
Cookeilanden ·
Fiji ·
Nieuw-Caledonië ·
Papoea-Nieuw-Guinea ·
Salomonseilanden ·
Samoa ·
Tahiti ·
Vanuatu